# London Fletcher
London Levi Fletcher (* 19. Mai 1975 in Cleveland, Ohio) ist ein ehemaliger American-Football-Spieler für die Washington Redskins in der National Football League (NFL). Der 1,78 Meter große Fletcher spielte die Position des Middle Linebackers.

## Karriere
Der für einen Linebacker klein geratene Fletcher wurde nach einer unauffälligen College-Karriere an der John Carroll University beim NFL Draft 1998 von keinem Team verpflichtet und kam als undrafted free agent fürs Minimalsalär zu den St. Louis Rams von Head Coach Dick Vermeil. Bei den Rams war Fletcher zuerst nur Reservist, etablierte sich aber in seiner zweiten Saison als startender Middle Linebacker und erzielte 66 Tackles. Fletcher war Teil des Teams um den neuen Starting-Quarterback und Most Valuable Player Kurt Warner, Runningback Marshall Faulk und die beiden Wide Receiver Isaac Bruce und Torry Holt, die für ihren spektakuläre Offensive The Greatest Show on Turf (dt.: die größte Show auf Kunstrasen) genannt wurde. Mit den Rams gewann Fletcher den Super Bowl XXXIV. In der Folgesaison schaffte Fletcher mehr als 100 Tackles (105), was er in seiner Karriere noch dreimal wiederholen konnte. Die Rams erreichten wieder das Endspiel, der Super Bowl XXXVI ging aber verloren.
2002 wechselte Fletcher zu den Buffalo Bills von Head Coach Gregg Williams. Dort war Fletcher wieder Stammspieler, wurde aber trotz seiner exzellenten Tackle-Qualitäten (fünf Saisons am Stück mit mindestens 94 Tackles) nie für den Pro Bowl nominiert. Zudem erwarb er sich einen Ruf für Robustheit, weil er auf einer körperlich sehr anspruchsvollen Position (Middle Linebacker) spielt, und niemals ein Spiel verpasste. Weil er trotzdem immer nur zum „Pro Bowl Alternate“ (dt.: Pro-Bowl-Ersatzspieler) gewählt wurde, ohne jemals zu spielen, beklagte er sich über mangelnden Respekt. Dies änderte sich, als er 2007 zu den Washington Redskins von Head Coach Joe Gibbs wechselte. Auch hier wurde der bereits 32-jährige Fletcher der Abwehrchef und war einer der wenigen Lichtblicke in einem mäßigen Redskins-Team: 2009 schaffte er es endlich in den Pro Bowl, was er in den Folgejahren 2010 und 2011 wiederholte. In der Saison 2012 war Fletcher Teil jenes Teams um den neuen Starting-Quarterback Robert Griffin III, der nach Jahren des Mittelmaßes den Sprung in die Play-offs schaffte. Nach der Saison 2013 beendete er seine Karriere.
Zum Zeitpunkt seines Rücktrittes war Fletcher einer der beständigsten Spieler in der Geschichte der NFL. Er verpasste in seiner Karriere kein Pflichtspiel. Er bestritt 256 Spiele in Folge, davon 215 am Stück in der Startformation. In der ewigen Rangliste von Spielern mit den meisten Einsätzen ist Fletcher auf Platz 4 und ist der höchst platzierte Linebacker. Er ist wegen seiner vielen Tackles als „Tackle-Machine“ bekannt.

## Privatleben
Fletcher ist verheiratet und hat zwei Kinder.